# Sceau privé du Japon

Sceau privé du Japon (天皇御璽).

Le sceau privé du Japon est le sceau officiel de l'empereur du Japon. Il est de forme carrée avec l’inscription « 天皇御璽 » inscrite selon l'écriture scripte des sceaux (篆書, tensho). Il a deux lignes d'écriture verticale. Sur le côté droit est marqué tenno, « empereur » (天皇), et sur le côté gauche, gyoji, « sceau honorable » (御璽). Le sceau était imprimé sur des documents de nomination, tels que la proclamation d'une loi, les ordonnances du gouvernement, les traités, les ratifications, les qualifications des ambassadeurs, les documents du premier ministre ou du ministre de la Justice, et également sur des lettres de révocation.

## Histoire
L'histoire du sceau privé du Japon remonte à la période Nara. Bien qu'il fût à l'origine fait en cuivre, il fut taillé en pierre en 1868 (Meiji) et plus tard il fut reproduit dans de l'or pur [réf. nécessaire]. Le sceau privé actuel est en or pur [réf. nécessaire], il mesure 9 cm environ et pèse 4,5 kg.
Le maître-artisan du sceau à Kyoto était Rekido Abei (安部井櫟堂, 1805-1883). En 1874 (Meiji 7), il fut commissionné pour fabriquer le sceau du Japon en un an. Quand il n'est pas utilisé, le sceau est conservé dans un sac en cuir. L'encre vermillon est utilisée par les impressions du sceau.
Si les armoiries ou le sceau privé sont illégalement reproduits, la peine encourue est d'au moins deux ans de servitude pénale selon l'article 164 de la 1re clause du code pénal.